# ARM (processorarkitektur)

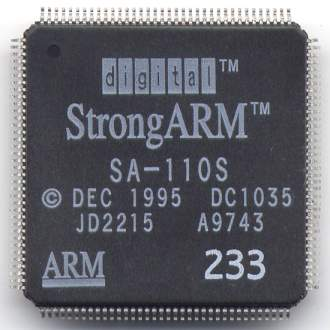
En ARM-processor från DEC.

ARM är en 32- och 64-bitars RISC-arkitektur utvecklad av ARM Holdings. Den gick tidigare under namnet Advanced RISC Machine och innan dess Acorn RISC Machine. ARM-arkitekturen är den mest spridda 32-bitars RISC-arkitekturen; den finns implementerad i många mikroprocessorer och mikrokontroller för inbäddade system. Eftersom ARM-processorer konsumerar lite energi så är de dominerande på marknaden för mobil elektronik där låg strömförbrukning är avgörande.
År 2007 använde ungefär 98 procent av de mer än en miljard mobiltelefoner som såldes varje år minst en ARM-processor.
År 2009 stod ARM för ungefär 90 % av marknaden för alla inbäddade 32-bitars RISC-processorer. ARM-processorer används flitigt i konsumentelektronik såsom mobiltelefoner, spelkonsoler, ADSL-modem, hemmarouter, GPS-navigatörer, digitala fotoramar och kringutrustning för datorer.
ARM-arkitekturen är licensierbar och följande företag tillhör de som använder eller har använt den under licens: Alcatel, Apple, Atmel, Broadcom, Cirrus Logic, Digital Equipment Corporation, Intel (genom DEC), LG, Marvell Technology Group, NEC, NVIDIA, Oki, Qualcomm, Samsung, Sharp, ST Microelectronics, Symbios Logic, Texas Instruments, VLSI Technology och Yamaha.
ARM-processorer utvecklas av ARM och av licenstagarna. Bland dessa kan nämnas familjerna ARM7, ARM9, ARM11 och Cortex. Processorer utvecklade av licenstagare är bland annat DECs StrongARM, Marvells (tidigare Intel) XScale, NVIDIAs Tegra, ST-Ericssons NOMADIK, Qualcomm Snapdragon och TI:s OMAP.
Exempel på operativsystem som kan köras på ARM-arkitekturen:
- FreeBSD
- FreeRTOS
- NetBSD
- Linux
- Android
- iOS
- macOS
- Windows RT
- Windows 10